# 愛因斯坦塔
愛因斯坦塔（德語：Einsteinturm）是位於德國波茨坦愛因斯坦科學公園內的一座天文台，由埃瑞許·孟德爾松設計。
它內部容納一座太陽望遠鏡，由天文學家厄文·芬利（Erwin Finlay-Freundlich）設計。該望遠鏡進行實驗和觀察來驗證（或否定）愛因斯坦相對論。愛因斯坦塔最初於1917年左右構思，1919年完工，並於1924年開始運作，雖然愛因斯坦從來沒有在那裡工作，他仍支持望遠鏡建設和運營。目前愛因斯坦塔仍在運作，是萊布尼茨天體物理研究所的一部分。
這是埃瑞許·孟德爾松的第一個重大設計，理查德·努特拉（Richard Neutra）也是工作人員。
愛因斯坦塔於第二次世界大戰期間遭到盟軍轟炸而受到嚴重破壞，但是諷刺的是，剩下的建築比戰前更符合孟德爾松的草圖。愛因斯坦塔在1999年經歷完整的裝修。愛因斯坦塔往往被視為為數不多的表現主義建築代表。

## 外部連結
- Detailed description
- Great Buildings page with many photos （页面存档备份，存于）

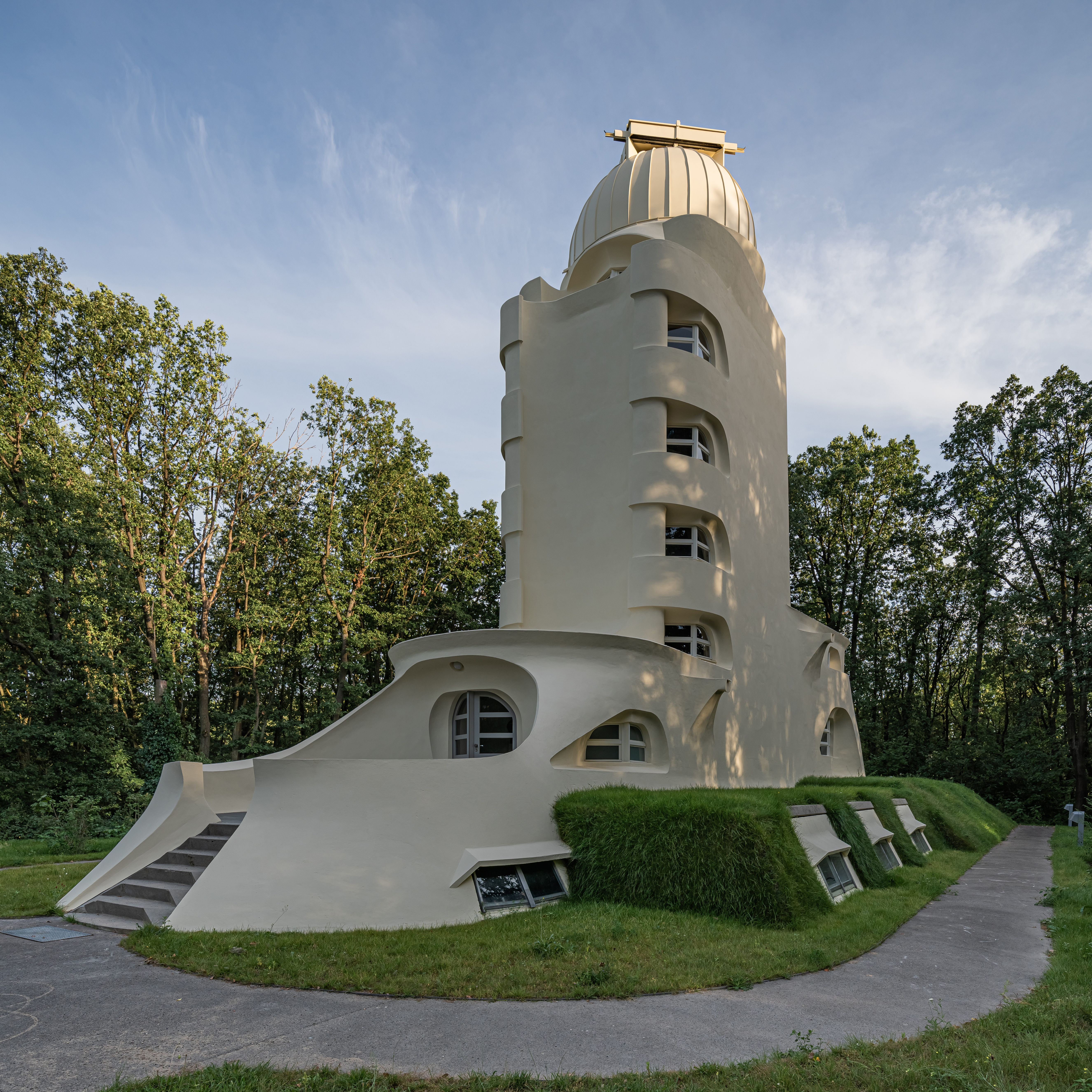
爱因斯坦塔

- Sonnenobservatorium Einsteinturm (first page in German, but many pages in English with excellent illustrations and photos) （页面存档备份，存于）
- ourbania - Einstein Tower （页面存档备份，存于）
- Web site with photographs of architecture

52°22′44″N 13°03′50″E / 52.37889°N 13.06389°E